# 后肛鱼
后肛鱼（学名：Opisthoproctus soleatus）为輻鰭魚綱水珍魚目后肛鱼科后肛鱼属的鱼类。分布于印度洋、太平洋、大西洋以及南海等海域，垂直分布约4000-0米，本魚體側邊深色，頭部下面與後面的眼部有大的黑色素細胞，吻半透明，體長可達10.5公分，棲息在中層水域，生活習性不明。